# Alphonse Burnand
Pour les articles homonymes, voir Burnand (homonymie).
Alphonse Burnand est un skipper américain né le 21 janvier 1896 et mort le 4 décembre 1981.

## Carrière
Alphonse Burnand est sacré champion olympique de voile en classe 8 m aux Jeux olympiques d'été de 1932 de Los Angeles à bord de l'Angelita.